# Украшенный шипохвост
Украшенный шипохвост (лат. Uromastyx ornata) — ящерица семейства агамовых.

## Описание
Общая длина достигает 37 см. Чешуя туловища однородная без увеличенных шиповатых щитков. Небольшие шипики есть только на верхней стороне бедер. Хвост слегка уплощенный. Окраска изменчива и отличается у представителей разных полов. У самцов основной цвет верха зелёный, голубой или красный с тёмно-коричневыми искажёнными линиями, которые образуют сетчатый рисунок. Это дополняется округлыми жёлтыми пятнами, часто расположенными поперечными рядами. Горло, бока шеи и основания конечностей яркого бриллиантово-зелёного цвета, брюхо с чёрным рисунком на светлом фоне. Самки тусклее, по светло-коричневому фону спины поперечными строчками проходят пятна как тёмного, кирпичного, так и светлого, жёлтого оттенка. Брюхо беловатое.

## Образ жизни
Любит каменистые и щебнистые пустыни, придерживаясь горных участков, выходов скал. Живёт в одиночку или небольшими группами, состоящими из одного самца и нескольких самок. Роют норы до 1 метра глубиной. Активен днём. Питается растительной пищей и насекомыми.

## Размножение
Яйцекладущая ящерица. Самка откладывает до 16 яиц.

## Распространение
Обитает на западе Аравийского полуострова, вдоль побережья Красного моря и на Синайском полуострове.